# 10468 Itacuruba
10468 Itacuruba este o planetă minoră (asteroid) din centura de asteroizi. A fost descoperită pe 1 martie 1981 la Observatorul Siding Spring de Schelte J. Bus și a fost numită după Itacuruba. 
Obiectul prezintă o orbită caracterizată de o semiaxă mare de 2,3387123 UAi, o excentricitate de 0,19, o înclinație de 3,46789 ° în raport cu ecliptica.